# Asturias (Schiff, 1926)
Die RMS Asturias (II) war ein 1926 in Dienst gestelltes Passagierschiff der britischen Reederei Royal Mail Line, das im Passagier- und Postverkehr von Großbritannien nach Südamerika eingesetzt wurde. Das ursprüngliche Motorschiff wurde 1934 zum Turbinenschiff umgebaut. Im Zweiten Weltkrieg diente das Schiff als bewaffneter Hilfskreuzer, bis es 1943 durch einen U-Boot-Angriff schwer beschädigt wurde. Die Royal Mail Line übergab das Schiff 1945 der Royal Navy. 1957 wurde die Asturias in Schottland abgewrackt und diente vorher noch als Kulisse für eine Titanic-Verfilmung.

## Das Schiff

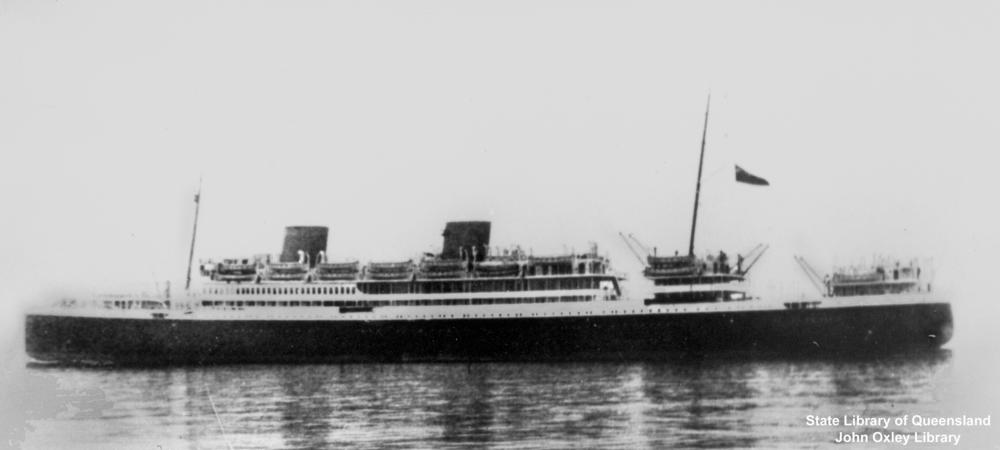
Die Asturias bei ihren Probefahrten (1926)

Das 22.048 RT große Motorschiff Asturias wurde bei Harland & Wolff in Belfast gebaut. Sie und ihr auf der gleichen Werft gebautes Schwesterschiff Alcantara (II) (22.181 BRT) waren die bis dahin größten Schiffe der Royal Mail Line. Erst 1939 wurde mit der 26.689 BRT vermessenden RMS Andes (II) ein größeres Schiff gebaut.
Das Schiff war der Namensnachfolger der 1908 in Dienst gestellten ersten Asturias. Das 203 Meter lange und 23,9 Meter breite Passagier- und Postschiff hatte zwei Schornsteine, zwei Masten und zwei Propeller und wurde von zwei achtzylindrigen Dieselmotoren von Harland & Wolff (Lizenz Burmeister & Wain) angetrieben, die 15.000 Break Horsepower (BHP) leisteten und eine Höchstgeschwindigkeit von 17 Knoten ermöglichten. Die Passagierunterkünfte waren für 432 in der Ersten, 223 in der Zweiten und 453 Personen in der Dritten Klasse ausgelegt.

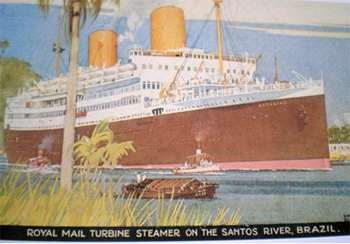
Postkarte

Bei ihrem Stapellauf am 7. Juli 1925 war die Asturias das größte Motorschiff der Welt und das erste Schiff der Royal Mail Line mit einem Kreuzerheck. Sie wurde von Duchess Rosalind of Abercorn getauft, der Ehefrau von James Hamilton, des 3. Duke of Abercorn. Am 21. Februar 1926 wurde das Schiff fertiggestellt und fünf Tage später lief es unter dem Kommando von Commodore E. W. E. Morrison zu seiner Jungfernfahrt nach Río de la Plata in Argentinien aus. Gleich zu Beginn ihrer Dienstzeit wurde festgestellt, dass das Schiff mit 16½ Knoten zu langsam war und aufgrund der hart laufenden Dieselmotoren stark vibrierte.
Aus diesem Grund wurde das Schiff zum Turbinendampfschiff umgebaut. Neben ölbefeuerten Wasserrohrkesseln wurden zwei Sets von Parsons-Dampfturbinen eingebaut, der Bug bekam eine neue Form und die beiden Propeller wurden ausgetauscht. Diese Maßnahmen erhöhten die Leistung auf 20.000 Shaft Horsepower (SHP). Aus kosmetischen und praktischen Gründen (Rauchabzug) wurden auch die Schornsteine – von denen der vordere lediglich eine Attrappe war und als Luftabzug diente – verlängert. Die Passagierkabinen wurden ebenfalls umgebaut, so dass nun 330 Reisende der Ersten, 220 der Zweiten und 768 der Dritten Klasse an Bord genommen werden konnten. Im September 1934 konnte das Schiff seinen Dienst wieder antreten, die Geschwindigkeit hatte sich nun auf 19 Knoten erhöht.
Neben ihren regulären Linienfahrten wurde die Asturias außerdem gelegentlich für Kreuzfahrten verwendet. Sie repräsentierte die Royal Mail Line bei dem Fleet Review 1935 in Spithead anlässlich des silbernen Thronjubiläums von König Georg V. und Königin Mary.

## Zweiter Weltkrieg

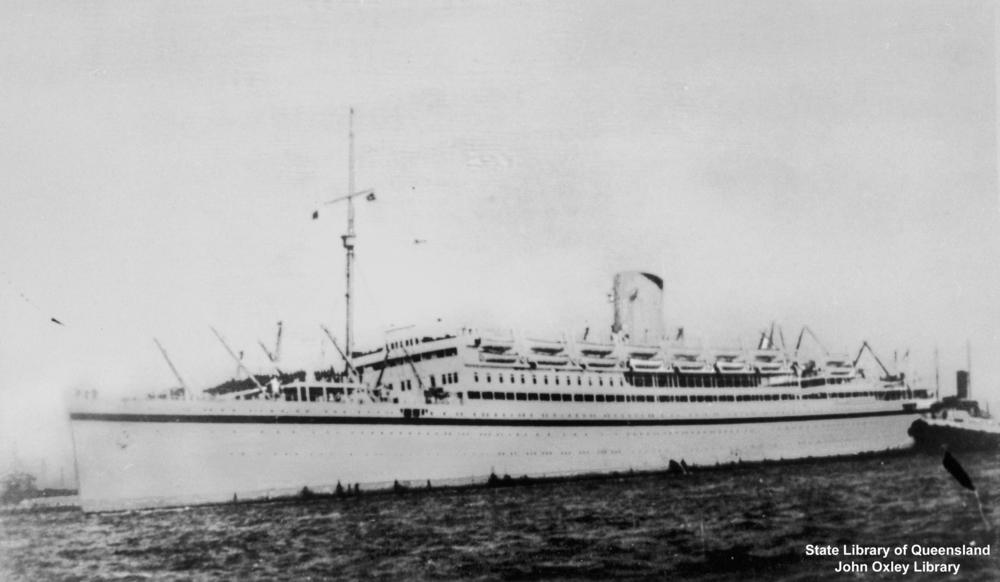
Als Truppenschiff

Unmittelbar nach Kriegsausbruch 1939 wurde die Asturias bei Harland & Wolff in einen bewaffneten Hilfskreuzer (Armed Merchant Cruiser) umgewandelt. Der vordere Schornstein, der lediglich eine Attrappe war, wurde entfernt, um Platz für Flugabwehrkanonen zu schaffen. Die gesamte bewegliche Inneneinrichtung des Schiffs wurde in einem Speicher in Southampton eingelagert, der bei einem Luftangriff im November 1940 komplett zerstört wurde. Das Schiff wurde zu seiner Verteidigung mit sechs alten 155-mm-Kanonen ausgerüstet, die noch aus dem Ersten Weltkrieg stammten. Der Umbau wurde Ende September 1939 abgeschlossen und die Asturias wurde fortan in die North Atlantic Patrol eingereiht, die ihren Stützpunkt in Scapa Flow hatte.
Diesen Dienst versah sie bis Ende 1941, als sie zu Newport News Shipbuilding in Newport News (USA) geschickt wurde, um sich erneuten Umbauten unterziehen zu lassen. Es wurden eine Flugzeugstartrampe und ein Katapult eingebaut. Um hierfür Platz zu schaffen, wurde der Hauptmast und Teile der hinteren Decksaufbauten entfernt. Daneben wurden neue Kanonen installiert. Anfang 1942 waren die Arbeiten abgeschlossen und die Asturias wurde nach Freetown an der Westküste Afrikas geschickt, um fortan im Südatlantik zu patrouillieren. Im selben Jahr kaufte die britische Admiralität in den USA ein hölzernes Schwimmdock und die Asturias wurde ausgewählt, die Überführung des Docks nach Großbritannien zu gewährleisten. Das Dock sank aber während der Fahrt im Atlantik.
Kurz vor Mitternacht am 24. Juli 1943 wurde die Asturias im Südatlantik etwa 400 Seemeilen von Freetown entfernt von dem italienischen U-Boot Ammiraglio Cagni torpediert. Der Torpedo schlug an Backbord im Maschinenraum ein und tötete vier Männer. Das Schiff war manövrierunfähig, ging aber nicht unter. Zwei kleinere Schiffe blieben vor Ort, bis am 26. Juli der Rettungsschlepper Zwarte Zee eintraf und die Asturias ins Schlepptau nach Freetown nahm. Die 793 Tonnen große Zwarte Zee galt als damals leistungsstärkster Schlepper der Welt.
Am 1. August 1943 trafen die beiden Schiffe in Freetown ein, wo die Asturias auf Grund gesetzt wurde und die folgenden 18 Monate mit geflutetem Maschinenraum liegen blieb, bis sie von der Royal Mail Line schließlich als Totalverlust abgeschrieben wurde. Im Februar 1945 wurde das Schiff von der Royal Navy aufgekauft und von den Schleppern Zwarte Zee und Thames unter Begleitung von sieben Korvetten nach Gibraltar überführt, wo im Trockendock oberflächliche Reparaturen stattfanden. Anschließend wurde das Schiff nach Belfast geschleppt, wo es bei Harland & Wollf umfassend instand gesetzt wurde.

## Die letzten Jahre
Sie diente fortan als Truppentransporter für das Ministry of War Transport (MoWT), während die Royal Mail Line erneut das Management übernahm. Am 12. Oktober 1946 lief die Asturias in Southampton zu ihrer ersten Truppenfahrt über Kapstadt nach Australien aus. Ab 1949 wurde sie (immer noch unter der Aufsicht des MoWT) im Auswandererdienst nach Australien verwendet. Dabei konnte sie 160 Passagiere in der Ersten Klasse, 113 in der Dritten Klasse und weitere 1134 Reisende in Schlafsälen unterbringen. Am 26. Juli 1949 lief sie mit 1340 Auswanderern an Bord zu ihrer ersten Fahrt nach Australien aus. Am 10. Dezember 1949 verließ sie Sydney zu ihrer zweiten Fahrt und machte einen Zwischenstopp in Jakarta, wo sie niederländische Staatsbürger an Bord nahm, die nach Rotterdam zurückkehrten. Das Schiff war während dieser Zeit noch in den Erkennungsfarben eines Truppenschiffs gestrichen. Erst nach der dritten Fahrt wurde die Asturias wieder in den Farben der Royal Mail Line angestrichen.
1953 wurde die Asturias mit der Repatriierung britischer Truppen aus Korea beauftragt. Diese Rolle füllte sie vier Jahre lang aus. 1957 wurde sie zum Abbruch nach Schottland verkauft und traf am 14. September 1957 in Faslane-on-Clyde ein. Das Abbruchunternehmen Thomas W. Ward Shipbreakers Ltd. stellte die Asturias vor bzw. während ihrer Verschrottung noch der britischen Filmproduktionsfirma Rank Organisation für ihren Spielfilm Die letzte Nacht der Titanic zur Verfügung, der auf Walter Lords Buch A Night to Remember von 1955 basierte. Während an der Steuerbordseite bereits der Abbruch im Gang war, wurden auf dem optisch hergerichteten Bootsdeck der Backbordseite die Rettungsbootszenen gedreht. Bei Fertigstellung des Films war auch die Abwrackung der Asturias abgeschlossen.